# Kelli King-Bednar
Kelli King-Bednar (1970) es una deportista estadounidense que compitió en natación.
Ganó dos medallas de bronce en el Campeonato Mundial de Natación en Piscina Corta, en los años 1993 y 1995, ambas en la prueba de 4 × 100 m estilos.

## Palmarés internacional
| Campeonato Mundial en Piscina Corta | Campeonato Mundial en Piscina Corta | Campeonato Mundial en Piscina Corta | Campeonato Mundial en Piscina Corta |
| Año                                 | Lugar                               | Medalla                             | Prueba                              |
| ----------------------------------- | ----------------------------------- | ----------------------------------- | ----------------------------------- |
| 1993                                | Palma de Mallorca (España)          | Medalla de bronce                   | 4 × 100 m estilos                   |
| 1995                                | Río de Janeiro (Brasil)             | Medalla de bronce                   | 4 × 100 m estilos                   |